# ヤム・ララナス
ヤム・ララナス（Yam Laranas、1978年12月12日 - ）は、フィリピンの映画監督。

## 出演作品
- ホスピタル・オブ・ザ・デッド　～閉ざされた病院～
- 519号室